# Phil Illingworth
Philip Illingworth (* 10. prosince 1948) je bývalý kanadský zápasník – judista.

## Sportovní kariéra
S judem začal v 11 letech. Připravoval se v Lethbridge pod vedením Yoshe Sendy a na japonských univerzitách. V roce 1972 startoval na olympijských hrách v Mnichově ve střední váze do 80 kg, kde prohrál ve druhém kole s Jugoslávcem Slavko Obadovem. Od roku 1973 se v kanadské reprezentaci neprosazoval. Sportovní kariéru ukončil v roce 1980. Žije ve Victorii v Britské Kolumbii, kde pracuje jako realitní agent.